# Joe Montana (sporter)
Joseph Clifford "Joe" Montana, Jr. (New Eagle, Pennsylvania, 11 juni 1956) is een Amerikaans voormalig Americanfootballspeler voor de San Francisco 49ers en de Kansas City Chiefs in de National Football League. Montana speelde als quarterback, won viermaal de Super Bowl en is in 2000 opgenomen in de Pro Football Hall of Fame.

## College
Montana kreeg in 1974 een scholarschip aangeboden bij de Universiteit van Notre Dame. Pas in 1977 wist hij echter een basisplaats in het footballteam te veroveren, toen hij in de derde wedstrijd van het seizoen in het veld kwam. Notre Dame won de wedstrijd en pakte ook in de resterende negen wedstrijden van het seizoen de zege, waarmee het team de NCAA-titel in de wacht sleepte. 

## San Francisco 49ers
Montana werd als 82e speler gekozen in de NFL Draft van 1979 door de San Francisco 49ers en was daarmee de vierde quarterback die gedraft werd. Het eerste jaar was hij de tweede quarterback voor de 49ers, achter Steve DeBerg. 
Halverwege het seizoen 1980 veroverde Montana een basisplaats. Een jaar later was hij medeverantwoordelijk voor een van de beste jaren in de geschiedenis van de 49ers. Het team eindigde het reguliere seizoen met 13 overwinningen en 3 verliespartijen, won de NFC Championship Game tegen de Dallas Cowboys en versloeg de Cincinnati Bengals in Super Bowl XVI. Montana werd uitgeroepen tot Meest Waardevolle Speler (MVP) van die wedstrijd. 
In het seizoen van 1984 stonden Montana en de 49ers in Super Bowl XIX, ditmaal tegen de Miami Dolphins. De 49ers wonnen de wedstrijd met 38-16. Montana werd opnieuw uitgeroepen tot MVP door met 331 gepasste yards een Super Bowl-record te vestigen. 
Na enkele magere jaren, mede door een zware rugblessure en de komst van de concurrerende quarterback Steve Young, stond Montana in het seizoen van 1988 opnieuw in de Super Bowl, wederom tegen de Bengals. De 49ers stonden met nog zo'n drie minuten te gaan met 16-13 achter, maar Montana wist 34 seconden voor tijd een touchdown-pass te gooien en daarmee de zege veilig te stellen. Een jaar later werd opnieuw de Super Bowl gewonnen en werd Montana de eerste speler die driemaal werd verkozen tot Meest Waardevolle Speler in een Super Bowl, een record dat in 2015 is geëvenaard door Tom Brady. 

## Kansas City Chiefs
In 1993, na enkele jaren van blessureleed, ontwikkelde zich een strijd tussen Young en Montana om een basisplek. De strijd werd uiteindelijk beslecht in het voordeel van Young, toen Montana besloot een transfer aan te vragen. In april 1993 werd hij gepresenteerd door de Kansas City Chiefs. Montana kon in Kansas City niet het succes van zijn tijd in San Francisco evenaren en kondigde in 1995 aan te stoppen met American football. 

## Prijzen
- Super Bowl (XVI, XIX, XXIII, XXIV)
- Super Bowl MVP (XVI, XIX, XXIV)
- Pro Bowl (achtmaal)
- Pro Football Hall of Fame (toegelaten in 2000)